# Henry Mackenzie
Henry Mackenzie, född 1745, död 14 januari 1831, var en skotsk författare.
Mackenzie skrev romanerna The man of feeling (1771), The man of the world (1773) och Julia de Roubigné (1777), varav särskilt den första på sin tid var mycket berömd. Mackenzie utgick från Laurence Sterne, men betonade starkare den känslosamma sidan på humorns bekostnad: floder av tårar fäll ständigt i hans verk vid minsta anledning. Inslag av enkel vardagsrealism är räddande element hos honom, och även av en man som Walter Scott var han högt skattad.